# U Aquarii
U Aquarii – gwiazda zmienna typu R Coronae Borealis położona w gwiazdozbiorze Wodnika. Według niektórych hipotez gwiazda jest obiektem Thorne-Żytkow, olbrzymem z gwiazdą neutronową w jądrze.